# Girolamo Riminaldi
Girolamo Riminaldi (Firenze, ... – ...; fl. XVII secolo) è stato un pittore italiano del periodo Barocco.

## Biografia
Fratello di Orazio Riminaldi, dopo la morte di quest'ultimo nel 1630 finì di affrescare la cupola del Duomo di Pisa che Orazio aveva iniziato.